# (6362) Тунис
(6362) Тунис (араб. تونس‎) — небольшой астероид внешней части главного пояса, который был открыт 19 мая 1979 года датским астрономом Ричардом Уэстом в обсерватории Ла-Силья и назван в честь Туниса, небольшого государства в Северной Африке.

Орбита астероида Тунис и его положение в Солнечной системе